# 基隆端 (國道1號)
基隆端是臺灣國道一號的起點，位於基隆市仁愛區獅球嶺，指標為0.0k，亦為原麥帥公路的終點（今南下線中興隧道，1964年5月2日啟用）。其正確位置位於中興隧道與大業隧道的北口處，設有國道一號的華表紀念碑。
以北約700公尺高架道路（29號橋，原屬麥帥公路）為聯絡道，連接基隆市區的孝二忠四路口。該聯絡道也是中山高主線的一部分，但此路段標示為負里程。因此主線連接東岸高架橋與西岸高架橋之匝道，視為基隆端交流道之一部份。
基隆端0k採直接式匝道配置，為了便利周邊獅球嶺地區居民的汽車出入，設有小型南出北入匝道，續銜接仁愛區孝二路至基隆港內港。
|              | 0 基隆端 | 基隆車站 |
| 基隆廟口夜市 | 0 基隆端 |          |
| 東岸高架橋   | 0 基隆端 |          |
| 濱海公路     | 0 基隆端 |          |
| 西岸高架橋   | 0 基隆端 |          |

## 附近道路和景點
- 台2線
- 市道102號
- 港西高架橋
- 東岸高架道路
- 孝二路
- 忠四路
- 中正路
- 基隆車站
- 基隆廟口夜市
- 基隆港
- 基隆三姓公廟

## 外部連結
- 國道一號基隆端示意圖 （页面存档备份，存于）（交通部高速公路局）